# Palythoa caesia
Palythoa caesia is een Zoanthideasoort uit de familie van de Sphenopidae. De wetenschappelijke naam van de soort is voor het eerst geldig gepubliceerd in 1846 door Dana.